# 田中宏 (弁護士)
田中 宏（たなか ひろし、1946年 - ）は、日本の弁護士。北海道大学大学院法学研究科特任教授や、札幌弁護士会会長、北海道弁護士会連合会理事長、日本弁護士連合会副会長等を務めた。

## 人物・経歴
北海道小樽市生まれ。1971年北海道大学法学部卒業。1972年旧司法試験合格。1975年弁護士登録。2001年札幌弁護士会会長。2002年北海道弁護士会連合会理事長。2004年日本弁護士連合会副会長、北海道大学大学院法学研究科特任教授。2005年北海道紛争調整委員会会長。

## 著書
- 『悔いのない遺言』北海道新聞社 1998年
- 『二風谷ダム裁判の記録』（萱野茂と共編）三省堂 1999年
- 『弁護士のマインド―法曹倫理ノート』弘文堂 2009年